# ささき文江
ささき 文江（ささき ふみえ、1950年 - ）は、作詞家。熊本県菊池市泗水町に生まれ。

## 概要
- 歌謡詩に興味を持ち、ささき独特のイメージで歌謡曲に参画、キングレコード歌謡文化アカデミー認定講師の森田博憲（作曲担当）と共に、多くの著作作品を手掛けた。
- 主な作品に、「女恋歌」「花の街」「山鹿よへほ恋灯り」「よへほ恋唄」「菊池夢舞台」「山鹿ブルース」「ふるさと絆」「火の国みれん」「春の雨」「ありがとう女房」「居酒屋で」等.多数発信。